# Microstructure (pulsar)
Pour les articles homonymes, voir Microstructure.
 (mars 2021).
Si vous disposez d'ouvrages ou d'articles de référence ou si vous connaissez des sites web de qualité traitant du thème abordé ici, merci de compléter l'article en donnant les références utiles à sa vérifiabilité et en les liant à la section « Notes et références ».
En astrophysique, une microstructure, parfois appelé micropulse, désigne le fait que la structure des pulses d'un pulsar présente des structures sur de très brèves échelles de temps, de l'ordre d'une fraction de milliseconde, mais nettement supérieure à la microseconde, contrairement à ce que son nom pourrait suggérer. Ce type de structure peut a priori résulter soit d'irrégularités dans le mécanisme d'émission du pulsar, soit de fluctuations directionnelles de cette émission, mais il semble que ce soit la première possibilité qui soit à l'œuvre.

## Caractéristiques physiques
Un micropulse correspond à une période d'émission très brève et très intense. Moyennée sur une durée longue devant celle des micropulses mais courte par rapport à la période du pulsar, ils forment un pulse individuel. Lui-même, moyenné sur plusieurs périodes donne le pulse du pulsar, qui est relativement stable au cours du temps. Le sous-pulse présente en revanche une variabilité importante d'une période à l'autre, et est composé de micropulses. Ceux-ci sont souvent très polarisés, tout comme les sous-pulses dont ils suivent la même polarisation. La polarisation intégrée de ces derniers est notablement plus faible.

## Observation
Les micropulses se produisent sur une durée caractéristique de l'ordre de quelques dizaines de microsecondes. Cette durée très brève rend leur étude extrêmement délicate, car elle nécessite que l'émission d'un micropulse soit suffisamment intense sur un intervalle de d'émission très bref. De ce fait seul un petit nombre de pulsars révèle leur microstructure. Seuls 14 d'entre eux avaient une microstructure connue en 2002 :
- PSR B0329+54
- PSR B0525+21
- PSR B0540+23
- PSR B0809+74
- PSR B0823+26
- PSR B0833-45 (le pulsar de Vela)
- PSR B0834+06
- PSR B0950+08
- PSR B1133+16
- PSR B1919+21 (le premier pulsar identifié, en 1968)
- PSR B1929+10
- PSR B1944+17
- PSR B2016+28
- PSR B2020+28

Les micropulses se succèdent par trains au sein desquels ils sont espacés d'une durée de l'ordre de la milliseconde, périodicité que l'on retrouve d'une fŕequence d'observation à l'autre. Les micropulses sont en général détectables sur une vaste plage de fréquences dans le domaine des ondes radio. Ils semblent corrélés entre eux quand observés à des fréquences différentes. L'intensité d'un micropulses est très élevée. Dans la pulsar de Vela (PSR B0833-45), la densité de flux d'un micropulse peut dépasser d'un facteur 50 celle moyennée sur un pulse. La durée des micropulses {\displaystyle \tau _{\mu }} apparaît corrélée avec la période de rotation P du pulsar, avec une loi s'apparentant approximativement à une loi de proportionnalité :
{\displaystyle {\frac {\tau _{\mu }}{1\;{\rm {\mu s}}}}=\left(600\pm 100\right)\left({\frac {P}{1\;{\rm {s}}}}\right)^{1.1\pm 0.2}}.
En d'autres termes, la durée typique d'un micropulse est de l'ordre de 0,07 % de la période de rotation de l'astre.

## Pulses géants
Une autre structure à très brève échelle temporelle est observée dans un petit nombre de pulsars. Il s'agit cette fois de micropulses individuels (et non par trains) d'une intensité considérables. Ils sont appelés de ce fait pulses géants. Il n'est pas clair qu'ils sont en rapport avec les micropulses. Il apparaît en effet que leur apparition est corrélée à celle de l'émission des pulsars dans le domaine des rayons X, émission qui en général ne se produit pas en même temps que celle du domaine radio et qui est vraisemblablement la résultante de phénomènes physiques distincts.